# Zophiuma doreyensis
Zophiuma doreyensis är en insektsart som först beskrevs av William Lucas Distant 1906.  Zophiuma doreyensis ingår i släktet Zophiuma och familjen Lophopidae. Inga underarter finns listade i Catalogue of Life.